# Virginsk troldnød
Virginsk troldnød (Hamamelis virginiana) er en løvfældende busk med gul høstfarve og blomstring ved løvfald. Busken bruges af og til som prydplante i haver og parker, men er mest anvendt som grundstamme for podede sorter af Troldnød.

## Beskrivelse
Virginsk troldnød er en løvfældende busk (sjældnere: lille træ) med en åben og bred, tragtformet vækst. Hovedgrenene er stive, mens sidegrenene er blødere og overhængende. Barken er først grågrøn og tæt håret, men snart bliver den grå med brunlige hår. Gamle grene får efterhånden en lysebrun og glat eller let skællet bark. Knopperne er spredtstillede, mørkegrå og let skæve. 
Bladene er omvendt ægformede, men med skæv (usymmetrisk) bladplade. Randen er bugtet og svagt tandet på den yderste del. Oversiden er lyst matgrøn, mens undersiden er en del lysere og svagt behåret. Høstfarven er skinnende gul. Blomstringen foregår under løvfaldet, dvs. oktober-november, hvor man finder blomsterne samlet i små, sidestillede stande. De enkelte blomster er 4-tallige og regelmæsssige med lysegule, båndformede kronblade. Frugterne er træagtige kapsler, der åbner sig med et lille smæld og slynger frøene bort.
Rodsystemet består af dybtgående hovedrødder og talrige, overfladenære siderødder.
Højde x bredde og årlig tilvækst: 6,00 x 6,00 m (20 x 20 cm/år). 

## Hjemsted
Virginsk troldnød har sin naturlige udbredelse fra det sydøstlige Canada over New England-staterne, det østlige og centrale USA til Texas og det nordlige Mexico. Overalt foretrækker arten let skyggede voksesteder med en svagt sur, fugtig og humusrig jordbund. Den er nøje knyttet til de blandede løvskove øst for prærierne. 
Hopewell Furnace National Historic Site ligger ca. 25 km sydøst for Reading i Pennsylvania, USA. Det er et beskyttet område, fordi stedet har historisk interesse som ét af arnestederne for den spirende, amerikanske industri. Derfor er de blandede løvskove på stedet forholdsvis urørte, og her findes arten sammen med bl.a. Giftsumak, tulipantræ, blomsterkornel, farveeg, Galium concinnum (en art af snerre), gulbirk, hvideg, høbregne, klatrevildvin, lav blåbær, rødeg, rødløn, skovtupelotræ, sukkerbirk, svinehickory og Viburnum acerifolium (en art af kvalkved)
| Portal | Portal:Botanik |

## Fodnoter
1. ↑  biology.usgs.gov: Greg Podniesinski, Stephanie Perles, Lesley Sneddon og Bill Millinor: Vegetation Classification and Mapping of Hopewell Furnace National Historic Site – en grundig oversigt fra National Park Service over plantesamfundene på ”Hopewell Furnace National Historic Site” (engelsk)